# Jheronimus Bosch Art Center

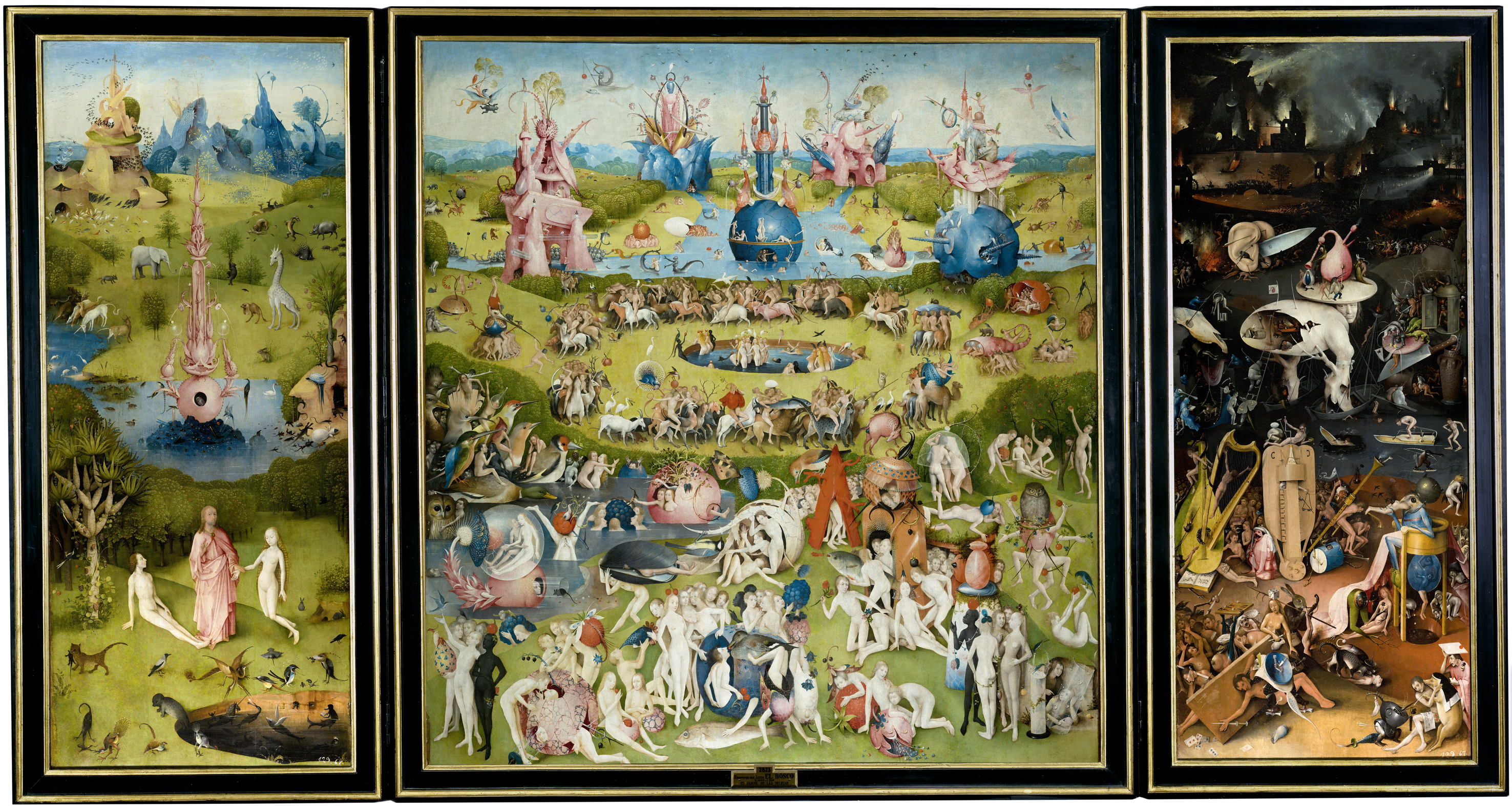
Kopie van de Tuin der lusten, een bekend schilderij van Jheronimus Bosch

Het Jheronimus Bosch Art Center is gevestigd in de voormalige Sint-Jacobskerk aan het Jeroen Boschplein in de Noord-Brabantse hoofdstad 's-Hertogenbosch. Sinds 2007 is hier een permanente overzichtstentoonstelling over het leven en werk van, de in 's-Hertogenbosch geboren schilder Jheronimus Bosch te bezichtigen. Ook wordt de locatie gebruikt voor concerten en congressen.
De tentoonstelling omvat ingelijste, fotografische replica's van schilderijen van Jheronimus Bosch. Tevens staan er in het JBAC diverse voorwerpen die gemaakt zijn naar voorbeeld van de voorwerpen in de schilderijen van Bosch. Zo hangen er grote vissen in de kerk die tevens terug te vinden zijn in verschillende werken van Bosch. Op het plein voor de kerk staat een sculptuur van Ruudt Peters. De kunstenaar heeft zich hiervoor laten inspireren door een fontein welke te zien is op een van de bekendste schilderijen van Bosch: Tuin der lusten.
Een glazen transparante lift in de toren leidt naar het hoogste niveau op 40 meter, vanwaar een men uitzicht over de stad heeft.
De Poolse broers Mierzejewski hebben verschillende tapijten gemaakt met taferelen uit werken van Bosch.

## Initiatief
Op 26 maart 2007 werd het centrum geopend door Pieter van Vollenhoven. Het initiatief voor het centrum werd door de gemeente genomen. Dit kwam vooral omdat de kerk al een tijd leeg stond, maar zich wel bevond in het centrum van 's-Hertogenbosch. Daarnaast is de schilder Jheronimus Bosch een belangrijke trekpleister voor toeristen van de stad. Originele schilderijen van Bosch zijn echter niet meer in de stad te vinden (mede door Spaanse plunderaars in de 16e eeuw ). Om toch weer werk in de stad te kunnen laten zien, werd dit centrum opgericht in een ruimte die Bosch zelf het meest aan zou spreken vanwege zijn religieuze achtergrond: de kerk.

## Galerij

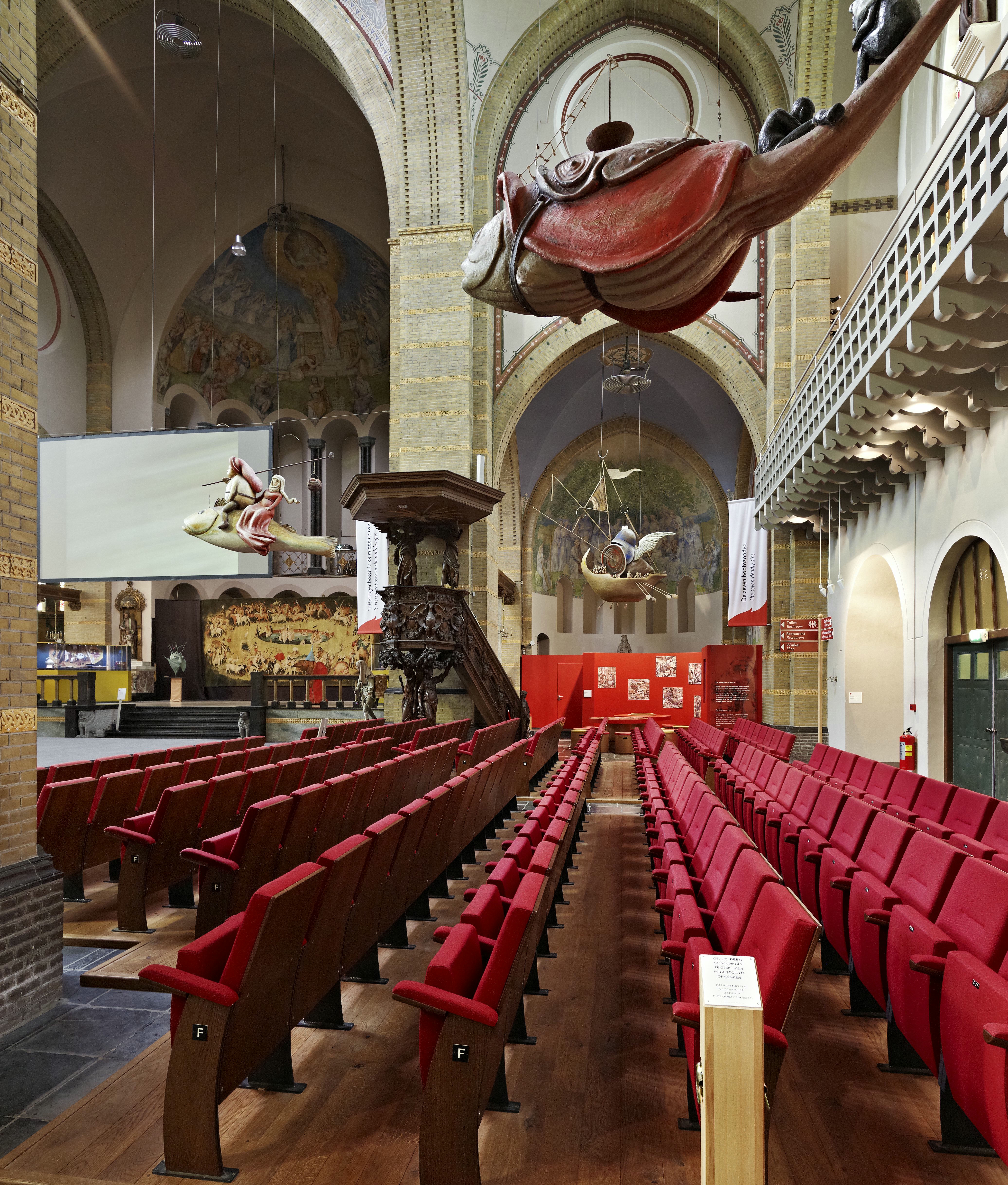
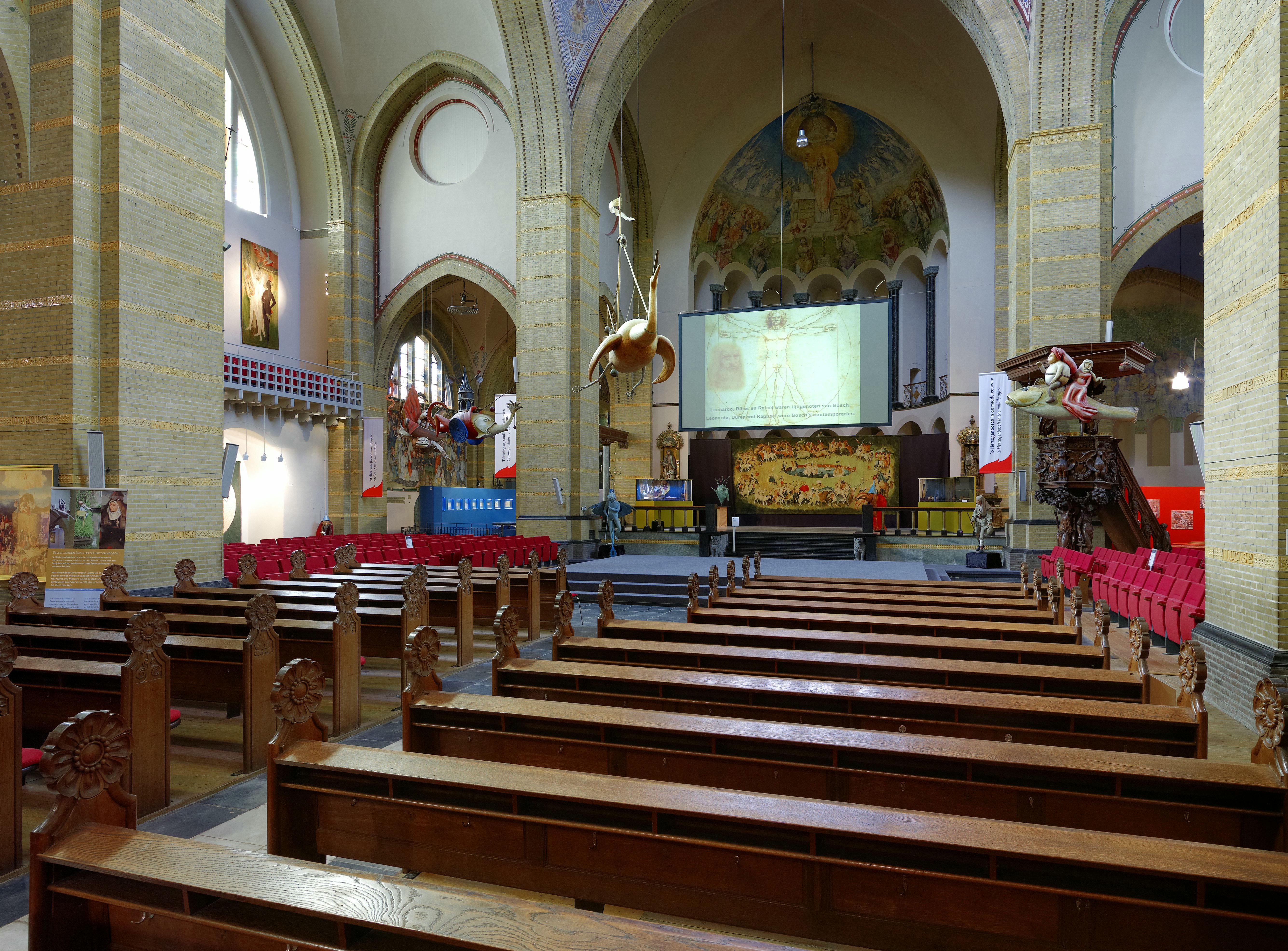
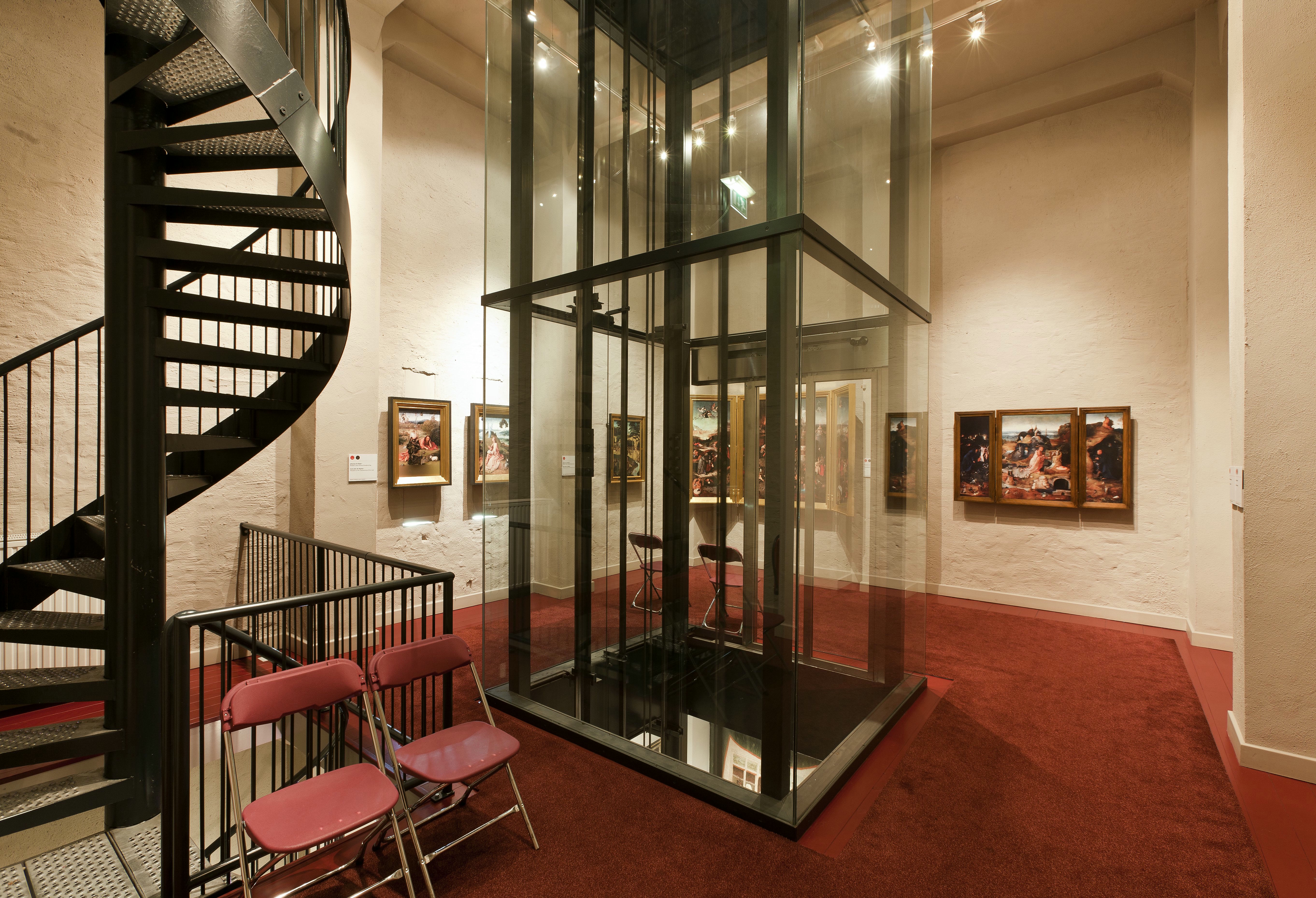
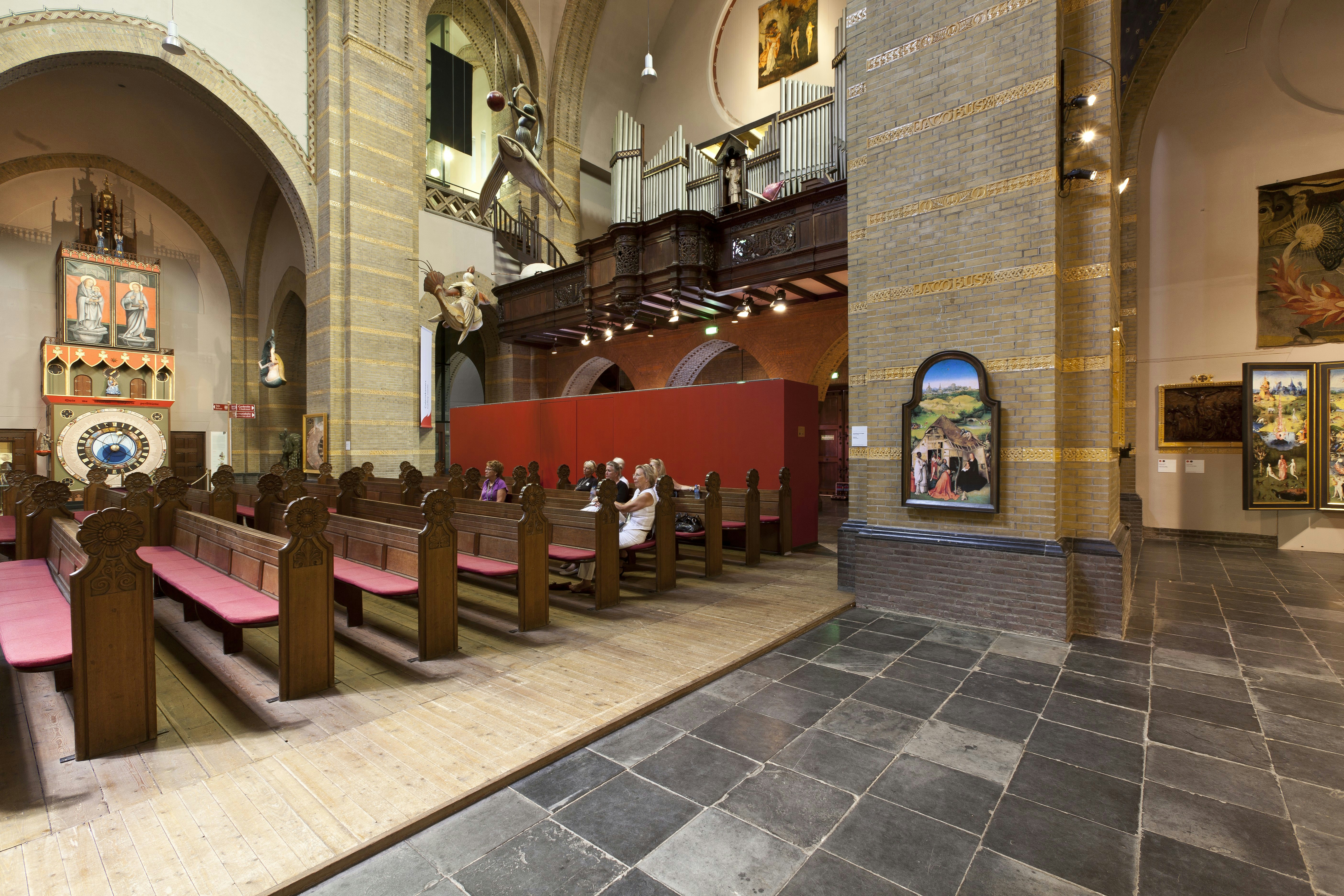
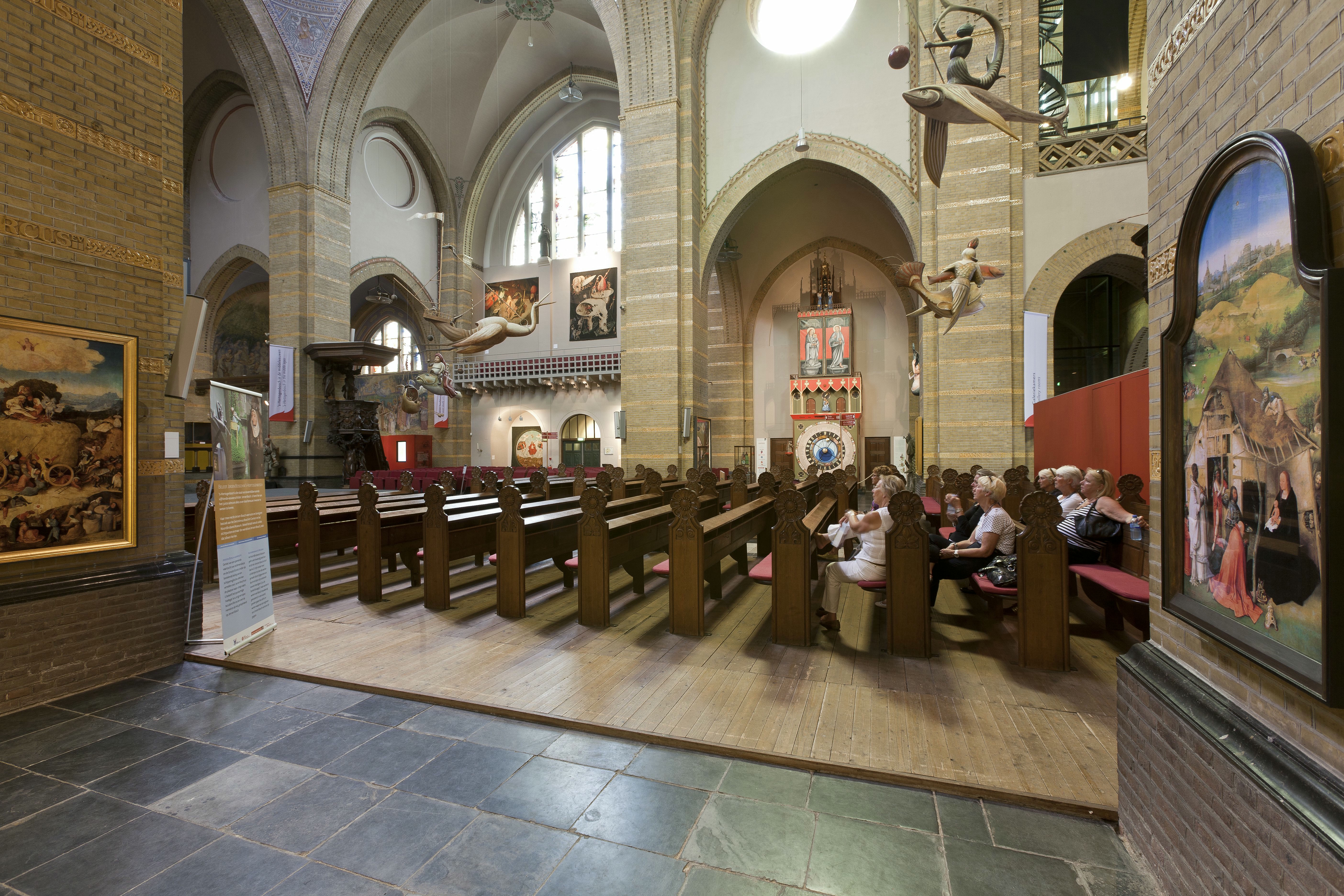
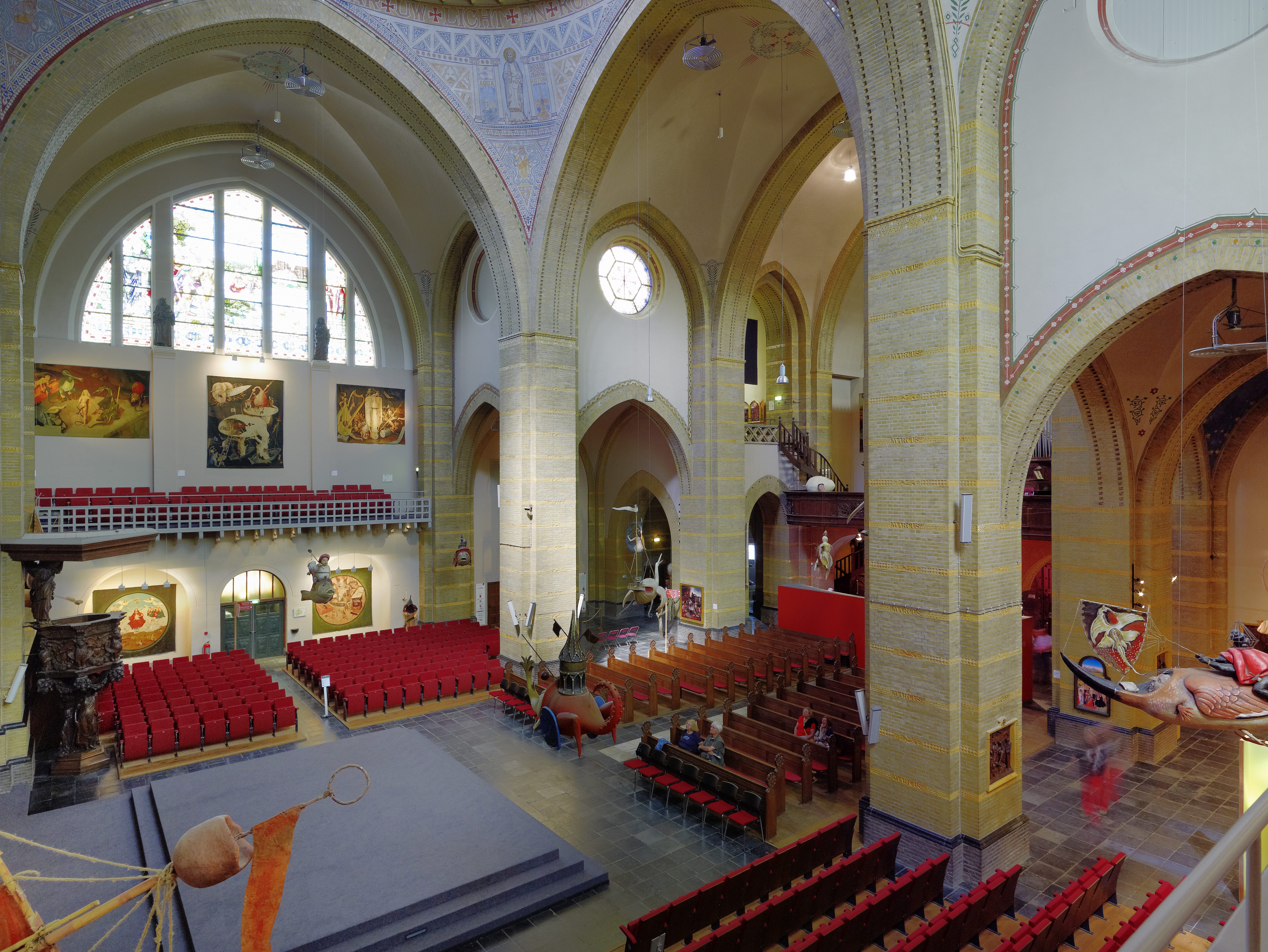